# خان محمد آدینه پور
خان محمد آدینه پور (زادهٔ ۱۲ آبان ۱۳۳۰ – درگذشتهٔ ۱۲ تیر ۱۴۰۲)، اهل شهر خانلق در شهرستان شیروان بود که حدود ۶۰ سال در عرصه موسیقی مقامی فعالیت داشت.
خان محمد آدینه پور متولد ۱۳۳۰ از پیشکسوتان عرصه موسیقی مقامی خراسان شمالی دارای نشان درجه یک هنری(معادل دکترا) از وزارت فرهنگ و ارشاد اسلامی، نوازنده قوشمه، کمانچه، دوتار و... که صاحب مقام های کشوری و استانی بود، با بیش از ۶۰ سال فعالیت در حوزه موسیقی محلی و مقامی، در تاریخ دوشنبه ۱۲ تیرماه ۱۴۰۲ به دلیل کهولت سن در شیروان درگذشت.

‌
1. ↑  «حرف‌های شنیدنی خان محمد آدینه پور / قشمه‌ای از بال عقاب با قدمت 60 سال- اخبار موسیقی و تجسمی - اخبار فرهنگی تسنیم | Tasnim». خبرگزاری تسنیم | Tasnim. دریافت‌شده در ۲۰۲۳-۰۷-۰۴.
2. ↑  نیوز، اخبار روز ایران و جهان | آفتاب. «خان محمد آدینه‌پور از اساتید موسیقی نواحی درگذشت». fa. دریافت‌شده در ۲۰۲۳-۰۷-۰۴.
3. ↑  «پیشکسوت موسیقی مقامی خراسان شمالی درگذشت». ایسنا. ۲۰۲۳-۰۷-۰۳. دریافت‌شده در ۲۰۲۳-۰۷-۰۴.
4. ↑  «خبرگزاری فارس - استاد موسیقی مقامی خراسان دار فانی را وداع گفت». خبرگزاری فارس. ۲۰۲۳-۰۷-۰۳. دریافت‌شده در ۲۰۲۳-۰۷-۰۴.